# Stubber Kloster

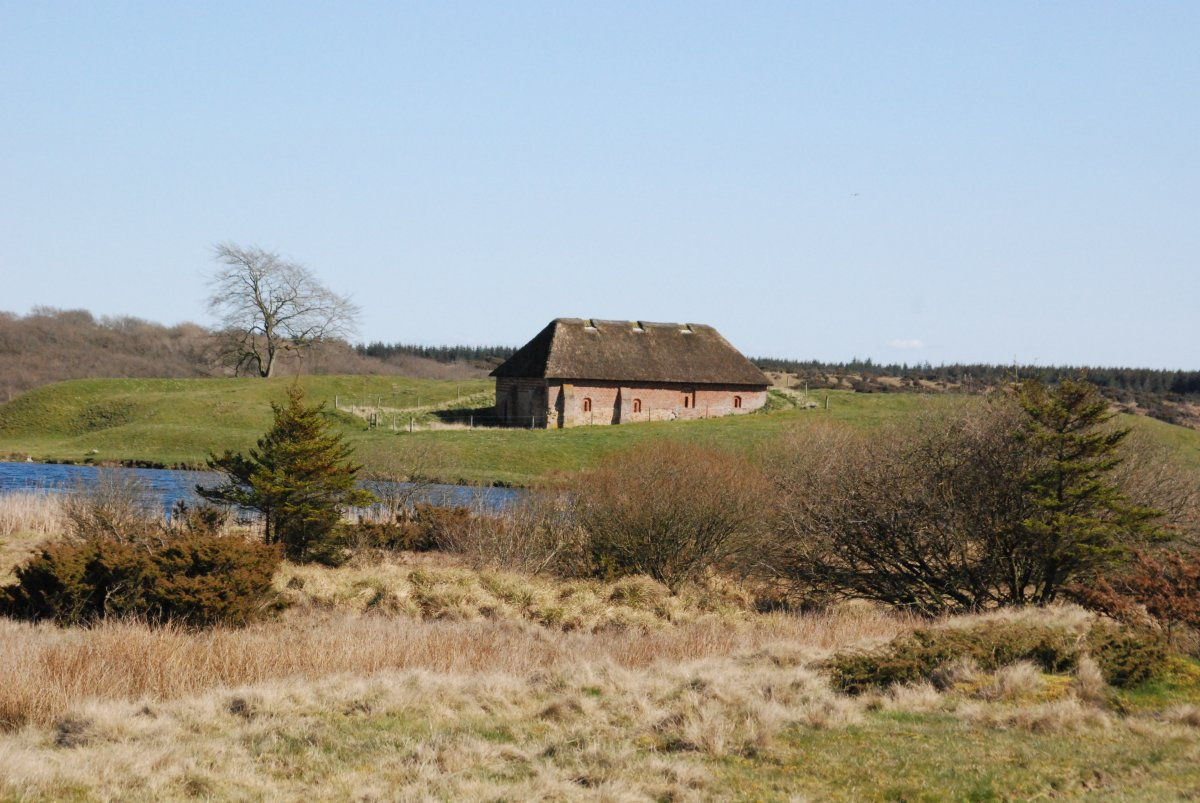
Stubber Kloster sett västerifrån med Stubbergård Sø.

Stubber Kloster är ett danskt tidigare nunnekloster, tillhörande benediktinerorden, som ligger på en liten halvö på västra sidan av Stubbergård Sø i Sevel Sogn, Holstebro kommun i Västjylland. Klostret nämns första gången 1268 som Claustrum Stubbetorp. Efter reformationen övertogs klostret av Kronan och 1538 förlänades det till Iver Juel. Benediktinernunnorna fick lov att bo kvar och hade rätt till försörjning genom länsmannens försorg. 
Den enda klosterbyggnad, som finns kvar idag, är en mindre del av en ursprungligen större anläggning med fyra flyglar. Den bevarade byggnaden utgjorde källarvåningen av den norra delen av klostrets västra flygel. Byggnaden var ursprungligen högre, troligen med två våningar och källare. Övriga byggnader revs på 1800-talet eller tidigare. 
Området runt klostret är en del av Natura 2000-område nr. 41 Hjelm Hede, Flyndersø og Stubbergård Sø, och av det större naturreservatet Flyndersø, Stubbergård Sø, Hjelm och Hjerl Heder .

## Bilder

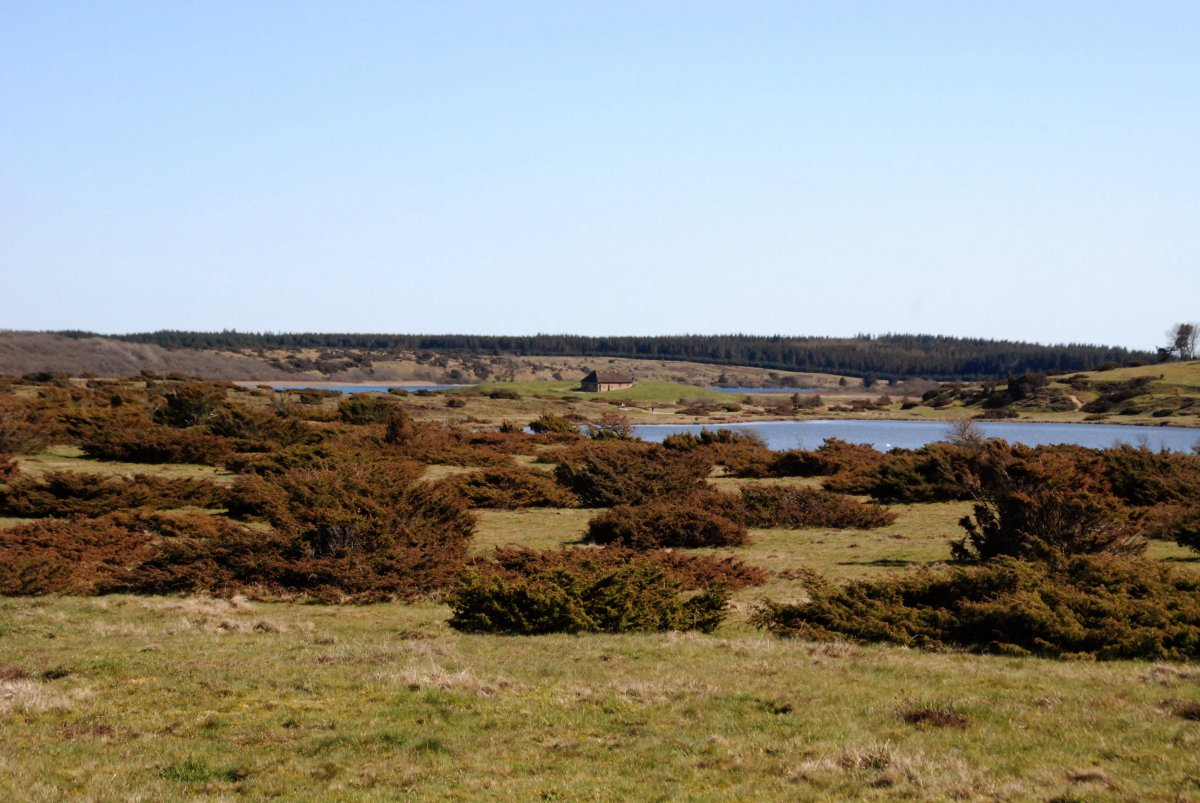
Stubber Kloster med Ladegård Sø i förgrunden.
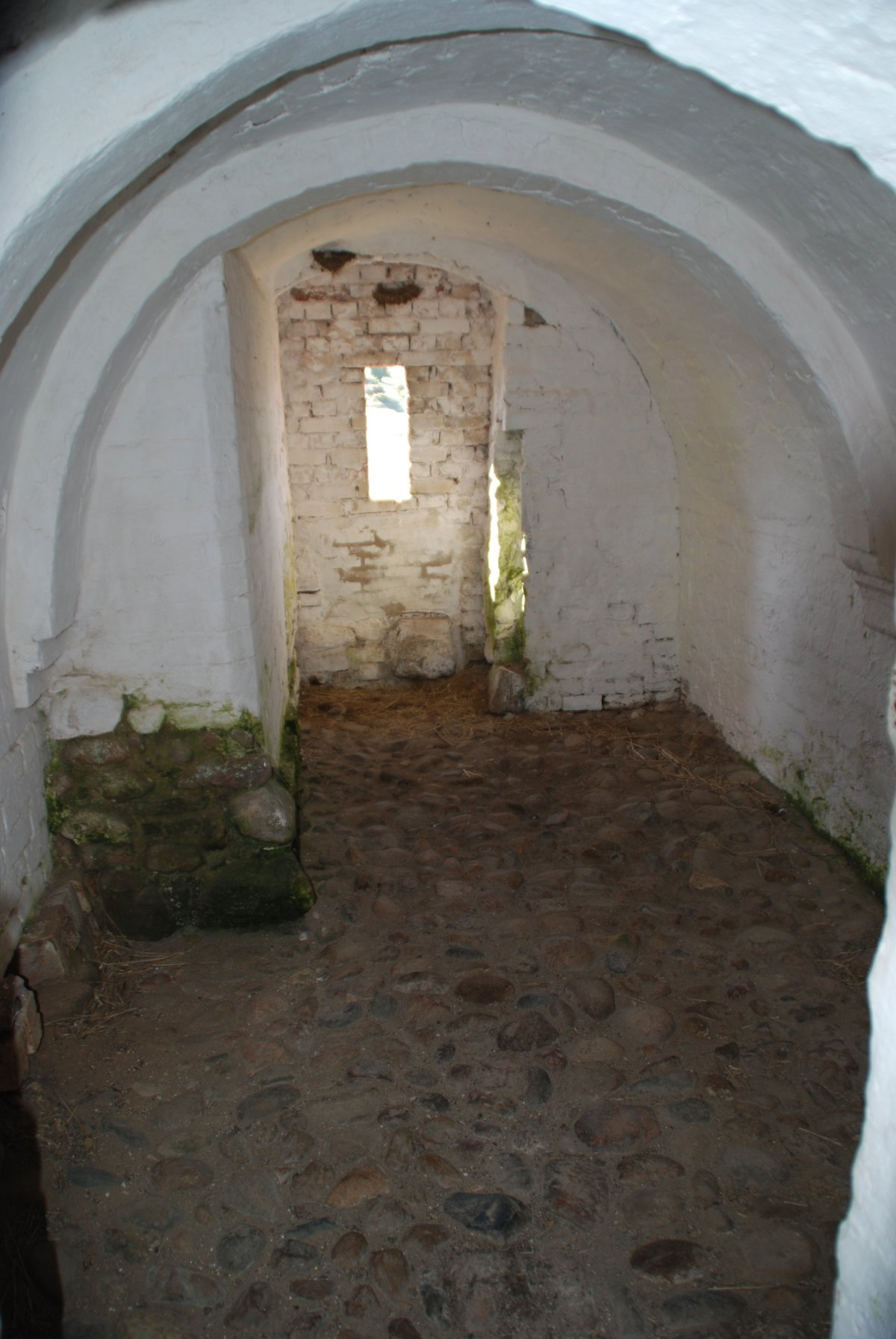
Köket.
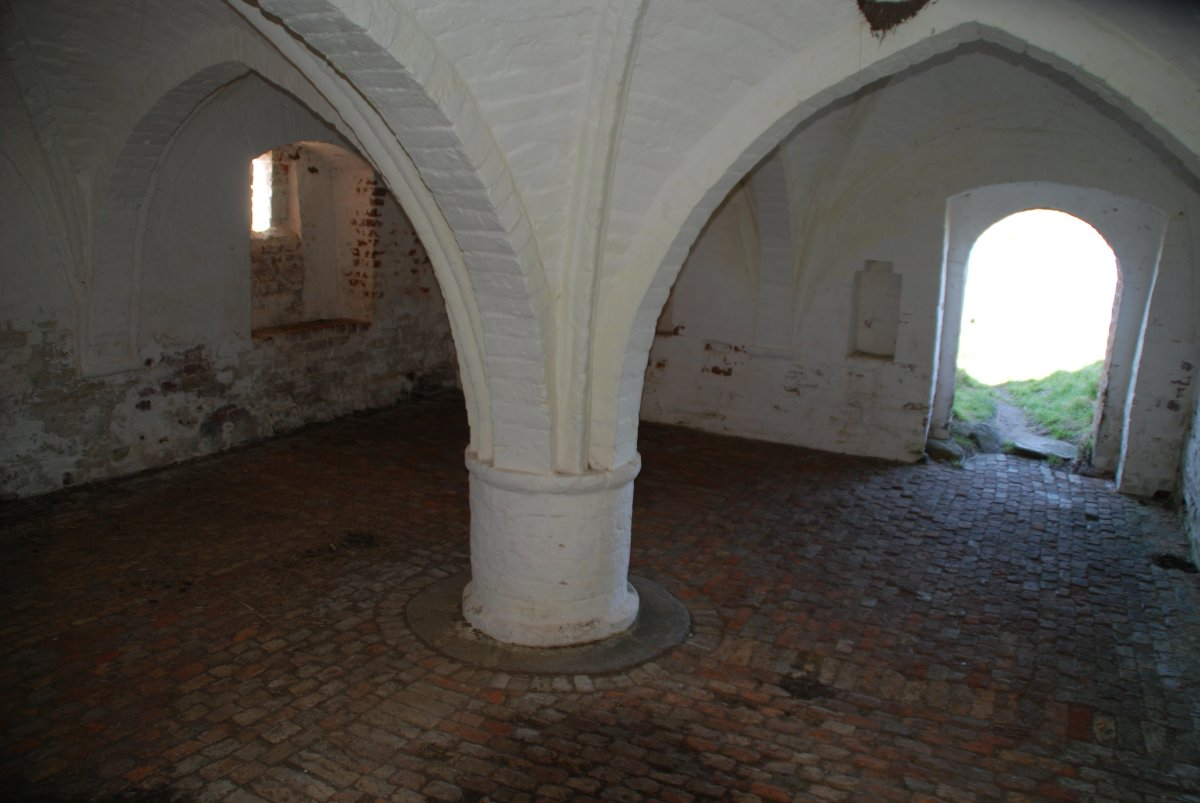
Refektorium.
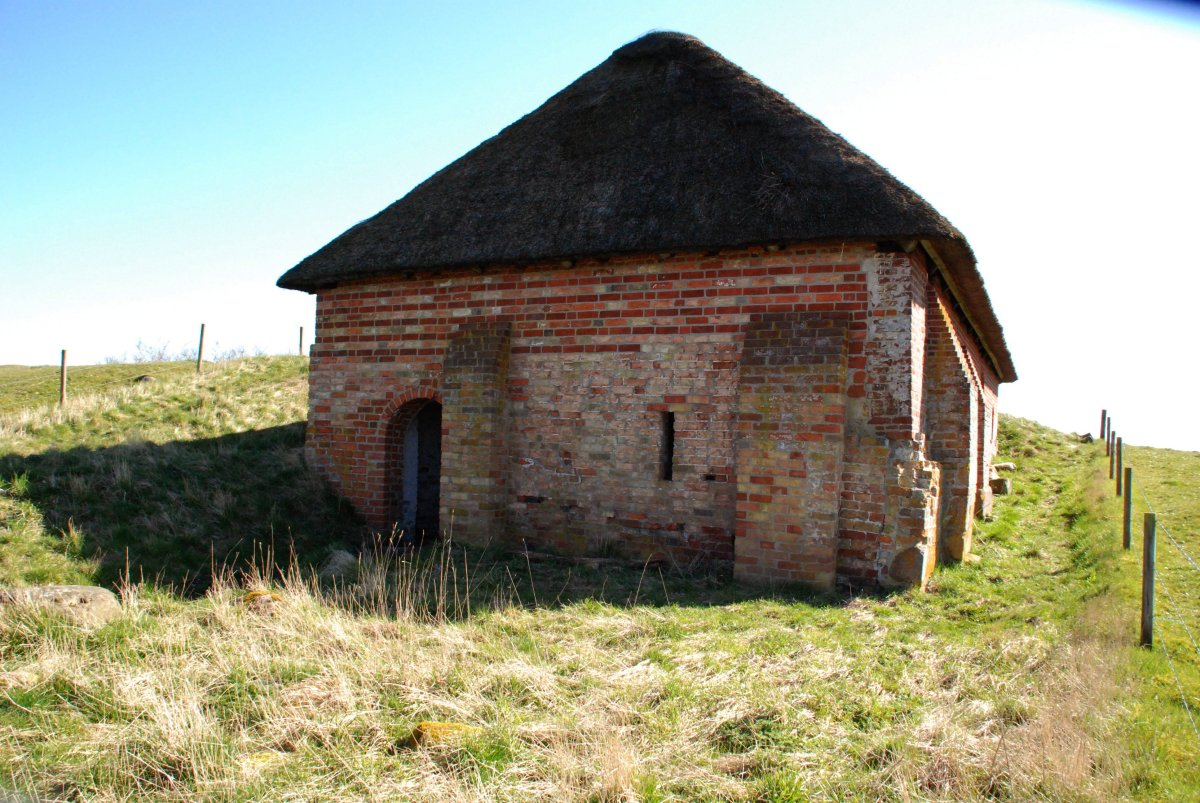
Stubber Kloster sett norrifrån.
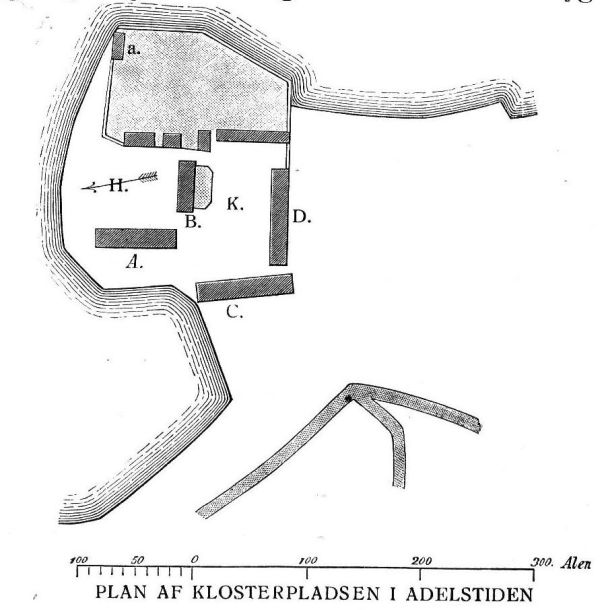
Sannolik plan över klosteranläggningen.
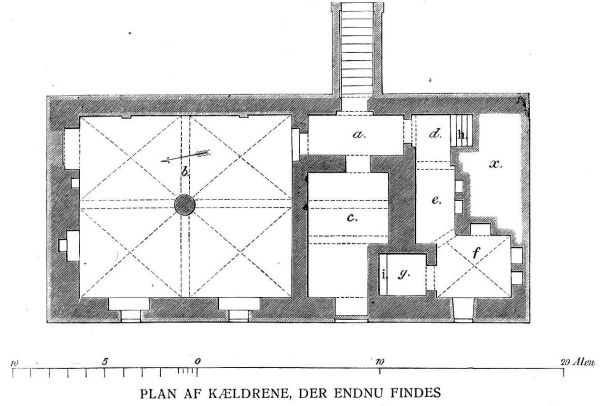
Grundplan över den bevarade byggnaden.
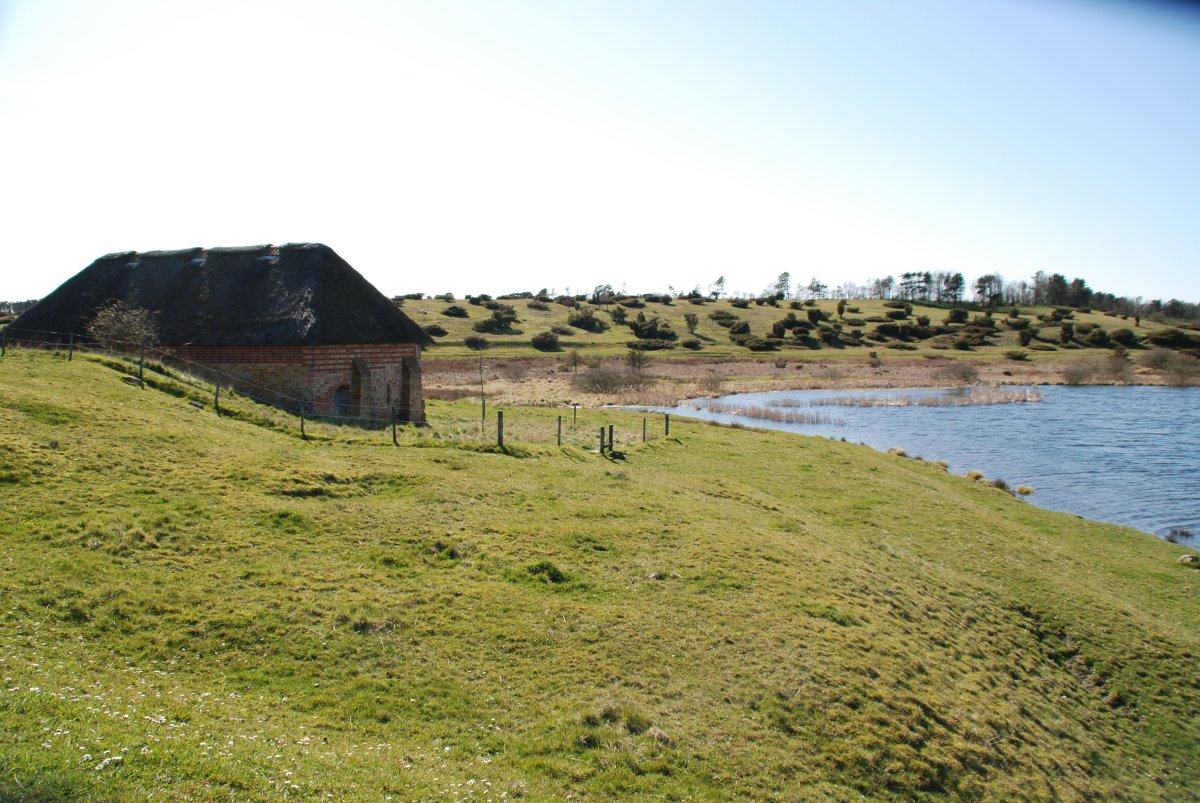
Stubber Kloster sett österifrån.